# ICFO
L'ICFO - The Institute of Photonic Sciences (in catalano: Institut de Ciències Fotòniques; in spagnolo: Instituto de Ciencias Fotónicas) è un centro di ricerca d'eccellenza spagnolo indirizzato alla scienza e alla tecnologia della luce. È stato istituito nel 2002 dal Governo Catalano e dall'Università politecnica della Catalogna. È situato a Castelldefels, vicino a Barcellona.
Nell'istituto vengono svolte ricerche teoriche e sperimentali condotte da più di 20 gruppi di ricerca nei 50 laboratori disponibili, nel settore della fotonica per applicazioni in campo medico, energetico, dell'informazione e dei materiali.